# Stelis gunningiana
Stelis gunningiana är en orkidéart som först beskrevs av João Barbosa Rodrigues, och fick sitt nu gällande namn av Ined. Stelis gunningiana ingår i släktet Stelis och familjen orkidéer. Inga underarter finns listade i Catalogue of Life.

## Bildgalleri

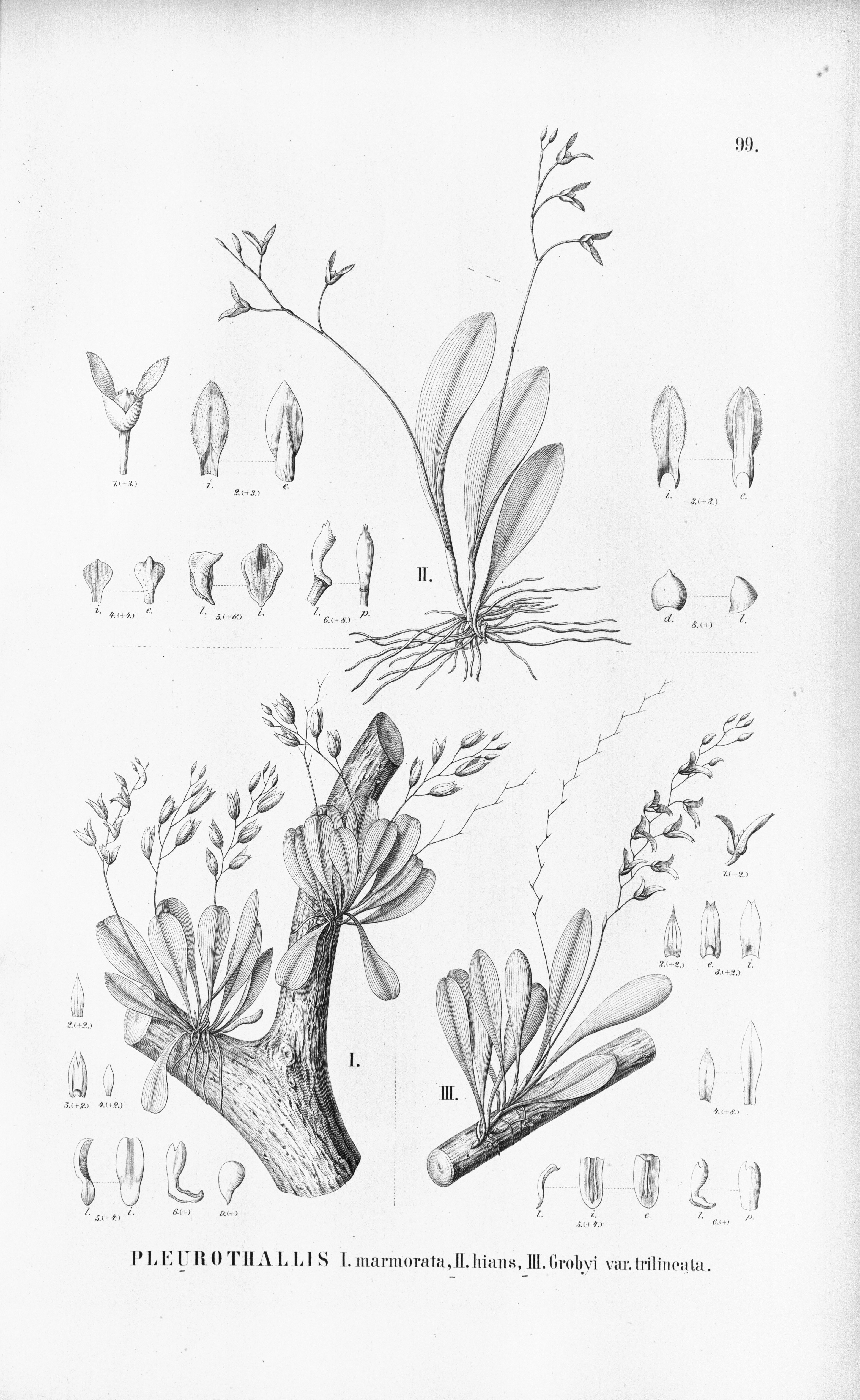